# Cricket Malherbie
Cricket Malherbie är en by i civil parish Knowle St. Giles, i enhetskommunen Somerset, i grevskapet Somerset, i England. Byn är belägen 19 km från Taunton. Cricket Malherbie var en civil parish fram till 1933 när blev den en del av Knowle St Giles. Civil parish hade 42 invånare år 1931. Byn nämndes i Domedagsboken (Domesday Book) år 1086, och kallades då Cruchet.